# Манн, Хорас
Хорас Манн (англ. Horace Mann, 4 мая 1796 — 2 августа 1859) — американский педагог, политик и реформатор образования.

## Биография
Был членом Палаты представителей Массачусетса с 1827 по 1833 год, с 1834 по 1837 год служил в Сенате штата Массачусетс. В 1848 году после службы в качестве секретаря Совета по образованию штата Массачусетс с момента его создания он был избран в Палату представителей США. В сентябре 1852 года номинирован Партией свободной земли в губернаторы Массачусетса, но в тот же день был избран президентом вновь созданного Антиохийского колледжа в Огайо.
Утверждая, что всеобщее образование является лучшим способом превратить непослушных детей страны в дисциплинированных, разумных республиканских граждан, Манн получил широкое одобрение модернизаторов, особенно в партии вигов, членом которой был и он сам, в плане идеи массового создания государственных школ. Сформулировал принципы среднего образования в духе свободного общества детей разного происхождения в светских школах. Большинство штатов приняли ту или иную версию системы образования, созданной Манном в штате Массачусетс, а также программу «средняя школа» по подготовке профессиональных преподавателей. Некоторыми историками педагогики считается основателем современного понятия «средняя школа».